# Puskás Tivadar (színművész)
Puskás Tivadar (Budapest, 1954. február 4. –) színész, rendező. Puskás Péter édesapja.

## Pályafutása
1975-től 1978-ig a Budapesti Gyermekszínház Színészképző Stúdiójában tanult. Fellépett többek között az Arany János Színházban, a Játékszínben, a Thália Színházban, a debreceni Csokonai Színházban, a Miskolci Nemzeti Színházban, a Szkénében, a Merlinben, az Örkény Színházban, a tatabányai Jászai Mari Színházban. A Bolygó Kultusz Motel társulat tagja volt. 2000-2022 között a nyíregyházi Móricz Zsigmond Színház művésze volt. Több színiiskolában is tanított, emellett rendezéssel is foglalkozott, valamint amatőr színjátszók és színházak munkáját is segíti.

## Filmjei
- Anyám és más futóbolondok a családból (szín., magyar drámafilm, 2015)
- Jóban Rosszban (TV sorozat, 2008–2009)
- Tűzvonalban (szín., magyar krimisor., 2008)
- Hallo (szín., magyar kísérleti film, 2006)
- Cigányszerelem (szín., magyar operettfilm, 2002)
- A tigriscsíkos kutya (szín., magyar tévéf., 2001)
- Família Kft. (szín., magyar vígjátéksor., 1992)
- Ünnepi forgalom (szín., magyar oktatófilm, 1982)[2]
- A csodálatos jávorfák (szín., magyar mesejáték, 1981)
- Hívójel (szín., magyar filmdráma, 1979)

## Színházi munkái
- A bolygó hollandi (bemutató: Bolygó Kultusz Motel)
- A csizmás kandúr (bemutató: Thália Színház)
- A domb (bemutató: 2004. március 4. Csokonai Nemzeti Színház)
- A gyanú éjszakája (bemutató: Trafó)
- A hatalmas Színrabló (bemutató: Merlin)
- A helység kalapácsa avagy színészbüfé (bemutató: Bolygó Kultusz Motel)
- A hétfejű tündér (bemutató: Thália Színház)
- A kassai polgárok (bemutató: 2000. április 4. Thália Színház)
- A kopasz énekesnő (bemutató: Szkéné Színház)
- A kopasz énekesnő (bemutató: 2001. május 26. Bolygó Kultusz Motel)
- A kutya testamentuma (bemutató: 2002. október 26. Bolygó Kultusz Motel)
- A Mester és Margarita (bemutató: 2009. május 9. Móricz Zsigmond Színház)
- A miniszter félrelép (bemutató: 2008. november 29. Móricz Zsigmond Színház)
- A Raiffeisen Mesekastély a Merlinben - A hatalmas Színrabló (bemutató: 2005. május 7. Merlin)
- A szuzai menyegző (bemutató: 2012. március 24. Móricz Zsigmond Színház)
- A vörös malom (bemutató: Kisvárdai Várszínház)
- Adáshiba (bemutató: Korányi Frigyes Gimnázium)
- Ahogy nektek tetszik (bemutató: 2005. december 5. Móricz Zsigmond Színház)
- Anconai szerelmesek (bemutató: 2000. december 16. Móricz Zsigmond Színház)
- Anconai szerelmesek 2 (bemutató: 2014. január 18. Móricz Zsigmond Színház)
- Aranycsapat (bemutató: 2010. november 20. Móricz Zsigmond Színház)
- Black comedy (bemutató: 2012. november 17. Móricz Zsigmond Színház)
- Chioggiai csetepaté (bemutató: 2004. november 6. Móricz Zsigmond Színház)
- Cigányszerelem (bemutató: 2001. november 30. Csokonai Nemzeti Színház)
- Coriolanus (bemutató: 2014. március 8. Móricz Zsigmond Színház)
- Család ellen nincs orvosság (bemutató: Esze Tamás Művelődési Központ)
- Csizmás kandúr (bemutató: 2001. március 10. Móricz Zsigmond Színház)
- Csizmás kandúr (bemutató: 2010. április 10. Móricz Zsigmond Színház)
- Csókos asszony (bemutató: 2002. szeptember 6. Csokonai Nemzeti Színház)
- Csókos asszony (bemutató: 2004. szeptember 18. Móricz Zsigmond Színház)
- Eastwicki boszorkányok (bemutató: 2005. október 8. Móricz Zsigmond Színház)
- Egy színész (bemutató: Zsámbéki Színházi és Művészeti Bázis)
- Elfelejtett álom =bemutató: Bolygó Kultusz Motel(
- Ez az enyém! (bemutató: 2014. április 26. Móricz Zsigmond Színház)
- Fekete Péter (bemutató: 2013. január 19. Móricz Zsigmond Színház)
- Figaro házassága, avagy egy őrült nap (bemutató: 2003. október 26. Móricz Zsigmond Színház)
- Finito, avagy a Magyar Zombi (bemutató: 2007. május 12. Móricz Zsigmond Színház)
- Furcsa pár (bemutató: 2006. október 14. Móricz Zsigmond Színház)
- Hair (bemutató: 2010. augusztus 21. Kisvárdai Várszínház)
- Hókirálynő (bemutató: 2011. december 3. Móricz Zsigmond Színház)
- Kabaré (bemutató: 2002. január 18. Csokonai Nemzeti Színház)
- Kaland (bemutató: 2011. március 19. Móricz Zsigmond Színház)
- Kean, a színész (bemutató: 2003. február 14. Csokonai Nemzeti Színház)
- Kegyenc (bemutató: 2001. október 12. Csokonai Nemzeti Színház)
- Kék veréb (bemutató: 2002. november 16. Móricz Zsigmond Színház)
- Kellemes Húsvéti Ünnepeket (bemutató: 2008. február 23. Móricz Zsigmond Színház)
- Lenni vagy nem lenni (bemutató: Móricz Zsigmond Színház)
- Lila ákác (bemutató: 2012. szeptember 29. Móricz Zsigmond Színház)
- Made in Hungária (bemutató: Kisvárdai Várszínház)
- Móricz 2009 - Tragédia (bemutató: 2009. október 17. Móricz Zsigmond Színház)
- Művészet (bemutató: 2007. február 10. Móricz Zsigmond Színház)
- My Fair Lady (bemutató: 2008. május 10. Móricz Zsigmond Színház)
- Nyafogók (bemutató: 2004. június 26. Bolygó Kultusz Motel)
- OTHELLO, a velencei mór (bemutató: 2002. március 1. Csokonai Nemzeti Színház)
- Othello Gyulaházán (bemutató: 2010. február 13. Móricz Zsigmond Színház)
- Őrült nők ketrece (bemutató: 2003. december 13. Móricz Zsigmond Színház)
- Portugál (bemutató: 2012. február 4. Jászai Mari Színház, Népház)
- Romeo és Júlia (bemutató: 2010. szeptember 25. Móricz Zsigmond Színház)
- Rovarok (bemutató: 2006. február 4. Móricz Zsigmond Színház)
- Rumcájsz a rabló, avagy tánc- és illemlecke két részben (bemutató: 2003. március 21. Csokonai Nemzeti Színház)
- Száz év magány (bemutató: 2007. december 15. Móricz Zsigmond Színház)
- Tanulmány a nőkről (bemutató: 2004. december 18. Móricz Zsigmond Színház)
- Tirpákia Tündérkert (bemutató: 2011. szeptember 24. Móricz Zsigmond Színház)
- Tizenkét dühös ember (bemutató: 2009. január 31. Móricz Zsigmond Színház)
- Trisztán és Izolda (bemutató: 2005. július 19. Örkény István Színház)
- Túl az egészen (bemutató: 2005. május 14. Csokonai Nemzeti Színház)

## Díjai, elismerései
- Móricz-gyűrű (2009)